# Kybeyan River
Der Kybeyan River ist ein Fluss im Südosten des australischen Bundesstaates New South Wales. 
Er entspringt südöstlich von Kybeyan am Westrand des Wadbilliga-Nationalparks auf der Great Dividing Range. Von dort fließt er nach Nordwesten und mündet bei Warrens Corner in den Numeralla River.
Kurz vor seiner Mündung bildet er die Westgrenze der Kybeyan Nature Reserve, eines staatlichen Naturschutzgebietes.